# Северноамерички међународни сајам аутомобила
Северноамерички међународни сајам аутомобила (енгл. North American International Auto Show, NAIAS) је годишња међународна изложба аутомобила, а одржава се у граду Детроиту у америчкој савезној држави Мичиген.
По први пут је одржана 1907. у Белерс Бир Гардену у Риверсајд парку и одржала се сваке године осим у размаку између 1943. и 1952. Од 1965. одржава се у Кобо центру, а 1989. је из Detroit Auto Show преименована у данашњи назив.
NAIAS је највећа редовно одржавана изложба аутомобила у Сједињеним Државама.